# Остроносая длиннорылая акула
Остроно́сая длинноры́лая аку́ла, или моло́чная аку́ла, или аку́ла Вальбе́ма (лат. Rhizoprionodon acutus) — один из видов рода длиннорылых акул (Rhizoprionodon) из семейства серых акул (Carcharhinidae) отряда кархаринообразных (Carcharhiniformes).
Эту акулу иногда называют молочной, поскольку в Индии считается, что её мясо способствует лактации у женщин. Это самый крупный и наиболее распространённый вид рода длиннорылых акул. Средний размер составляет 1,1 м. Эти акулы обитают в прибрежных тропических водах восточной части Атлантического океана, и в Индо-Тихоокеанском регионе. Они встречаются от поверхности до глубины 200 м, подходят к берегу и заплывают в устья рек в Камбодже. Неполовозрелые остроносые длиннорылые акулы обитают в приливных бассейнах и зарослях морских водорослей. У этих акул тонкое тело с длинным, заострённым носом и большими глазами. Окраска серая, невзрачная, брюхо белое. Эта акула отличается от других видов наличием длинных борозд в углах рта и 7—15 расширенных пор над ними.
Остроносые длиннорылые акулы питаются в основном небольшими костистыми рыбами, а также головоногими моллюсками и ракообразными. В свою очередь, они часто становятся жертвами более крупных акул и, возможно, морских млекопитающих. Это живородящий вид акул. В помёте бывает 1—8 акулят. Размножение приходится на определённый сезон или происходит в течение года в зависимости от места обитания. Самка приносит потомство ежегодно, но возможны двухгодичные и трёхгодичные циклы. Большое количество остроносых длиннорылых акул становится добычей кустарного и промышленного рыболовства, т. к. во многих странах их мясо и плавники используются в пищу. Несмотря на это, Международный союз охраны природы оценил статус сохранения этого вида как «вызывающий наименьшие опасения», поскольку он широко распространён и имеет относительно высокую репродуктивную способность.

## Таксономия
Немецкий натуралист Эдуард Рюппель впервые опубликовал научное описание остроносой длиннорылой акулы как Carcharias acutus в 1837 году в своём труде «Fische des Rothen Meeres» (Рыбы Красного моря). Видовой эпитет (лат. acutus) означает — острый. С тех пор этот вид причисляли к разным родам, в том числе к Carcharhinus и Scoliodon, пока, наконец, не отнесли к роду Rhizoprionodon. Поскольку Рюппель не выделил при описании голотип, в 1960 году Вольфганг Клаузевиц определил лектотипом этого вида самца длиной 44 см, пойманного в Джидде, Саудовская Аравия.
В 1992 году в результате филогенетического анализа было обнаружено, что остроносая длиннорылая акула является базальным членом рода Rhizoprionodon.

## Описание

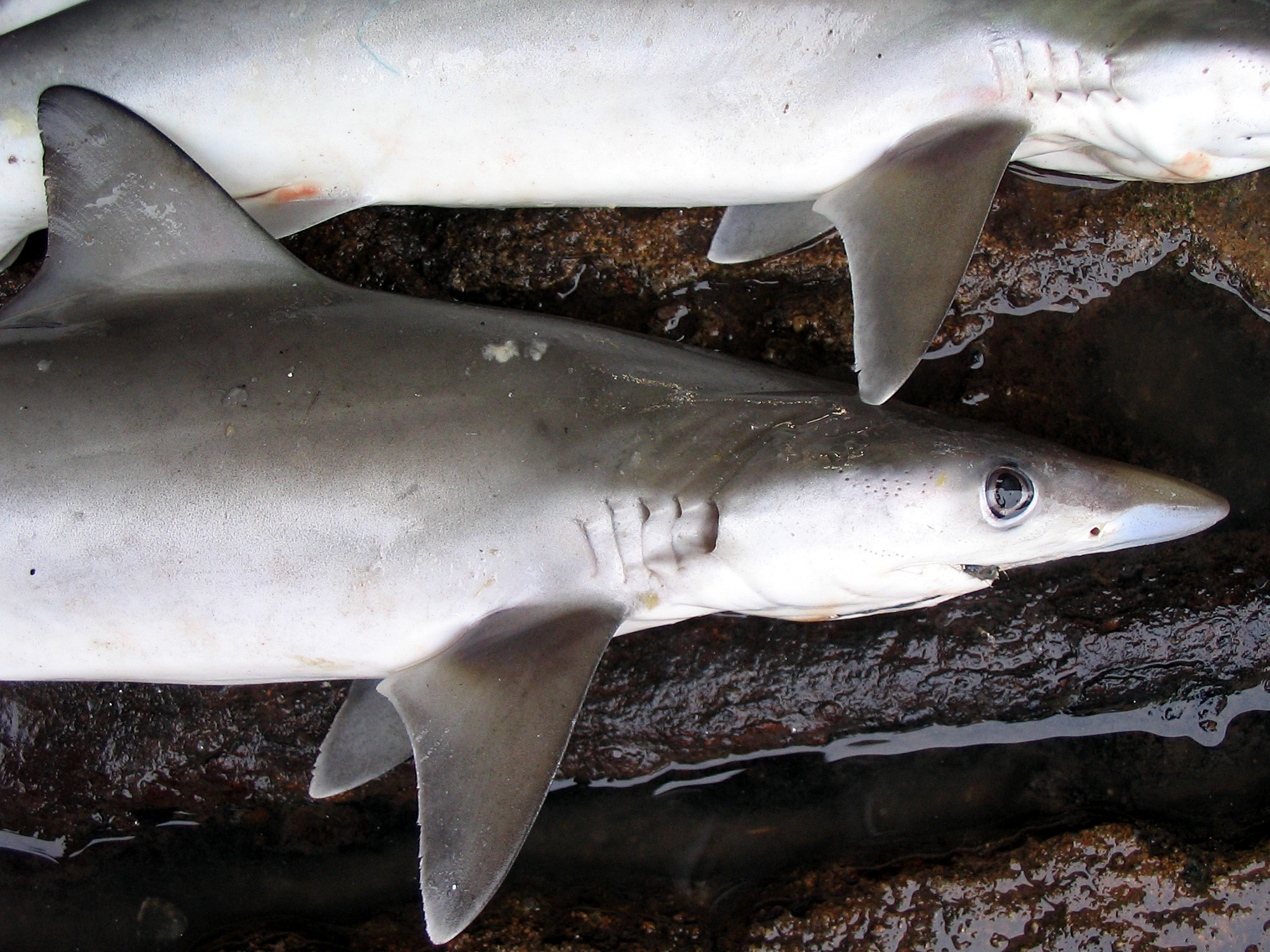
Остроносые длиннорылые акулы (Rhizoprionodon acutus) на причале в Мангалоре, Карнатака, Индия (фрагмент иллюстрирующий голову акулы)

Остроносая длиннорылая акула является самым крупным представителем рода длиннорылых акул. У берегов Западной Африки размер этих акул достигает 1,78 м, а вес 22 кг у самцов и 1,65 м и 17 кг у самок, хотя существуют сомнения в идентификации описываемых экземпляров. Даже если допустить, что информация верна, эти цифры, видимо, следует считать сомнительными, поскольку размер большинства особей не превышает 1,1 м. Как правило, самки тяжелее и крупнее самцов.
У остроносых длиннорылых акул тонкое туловище с длинной заострённой мордой, большие, круглые глаза с мигательной мембраной. Под краями нижней челюсти, как правило, имеются 7—15 расширенных пор. Ноздри малы, как и примыкающие к ним кожные складки. По углам рта на верхней и нижней челюстях имеются длинные борозды. Количество зубных рядов составляет 24—25 на каждой челюсти. Края верхних зубов покрыты мелкими зубцами, зубы поставлены под углом, нижние зубы имеют сходную форму, но зазубрины по краям мельче, а кончики зубов задраны вверх. У неполовозрелых акул края зубов гладкие.
Широкие, треугольные грудные плавники берут основание под третьей или четвёртой жаберной щелью и не заходят далее переднего края первого спинного плавника. Анальный плавник примерно в два раза длиннее второго спинного плавника, перед ним расположен длинный гребень. Второй спинной плавник существенно меньше первого и расположен над последней третью анального плавника. Гребень между спинными плавниками отсутствует. Нижняя лопасть хвостового плавника хорошо развита, на верхней лопасти вблизи кончика имеется вентральная выемка. Окраска ровная серая, коричневая или серо-фиолетовая, брюхо белое. Передние края первого спинного плавника и задней кромки хвостового плавника могут быть темнее, а задние края грудных плавников светлее.

## Распространение
Остроносая длиннорылая акула — наиболее широко распространённый вид рода Rhizoprionodon. В восточной части Атлантического океана она встречается от Мавритании до Анголы, а также у берегов Мадейры и в заливе Таранто на юге Италии. В Индийском океане она обитает от побережья Южной Африки и Мадагаскара до Аравийского полуострова на севере и до Южной и Юго-Восточной Азии на востоке. В Тихом океане этот вид встречается у берегов Китая и Южной Японии, Филиппин, Индонезии, Новой Гвинеи и Северной Австралии. Вероятно, когда-то остроносые длиннорылые акулы были распространены по всему древнему океану Тетис, но в миоцене при столкновении Азии и Африки популяция акул восточной части Атлантического океана акулы была изолирована от индо-тихоокеанской популяции.
Остроносые длиннорылые акулы предпочитают держаться близко к берегу в зоне прибоя на глубине до 200 м в мутной воде песчаных пляжей. Иногда они заходят в устья рек. В заливе Shark Bay (Западная Австралия) неполовозрелые остроносые длиннорылые акулы обитают в зарослях морских водорослей Amphibolis antarctica и Posidonia australis. Вопреки некоторым источникам, утверждавшим, что этот вид не любит пониженной солёности, есть данные о присутствии остроносых акул в пресной воде в Камбодже, высоко вверх по течению у Тонлесапа. У берегов Квазулу-Наталь (Южная Африка) их количество колеблется, а пик приходится на летний период, что даёт основание предполагать у них наличие сезонных миграций.
Существует ряд доказательств того, что самцы и самки этого вида предпочитают держаться отдельно друг от друга.

## Биология

### Питание
Остроносая длиннорылая акула питается, главным образом, мелкими донными и стайными костистыми рыбами. Иногда её добычей становятся кальмары, осьминоги, каракатицы, крабы, креветки и брюхоногие моллюски. В заливе  Shark Bay основу рациона составляют атерины, сельди, корюшки и губаны. В заливе Карпентария акулы питаются преимущественно полурылами, сельдью, кефалью и креветками. Мелкие акулы поедают в основном головоногих моллюсков и ракообразных, а становясь старше и крупнее, они переходят на рыбу.
На остроносых длиннорылых акул охотятся многие хищники, например, чернопёрая акула (Carcharhinus limbatus) и Carcharhinus tilstoni, а также, возможно, морские млекопитающие. У берегов Квазулу-Наталь для защиты пляжей от акул были установлены жаберные сети, что привело к уничтожению крупных акул и увеличению числа остроносых длиннорылых акул.

### Размножение и жизненный цикл
Подобно прочим представителям семейства серых акул, остроносые длиннорылые акулы являются живородящими: развивающиеся эмбрионы получают питание через плаценту, образованную опустевшим желточным мешком. Самки обычно имеют один функциональный яичник (слева) и две функциональные матки, разделённые на отдельные отсеки для каждого эмбриона. Обычно самки приносят потомство каждый год, хотя бывают двух- и даже трёхгодичные циклы воспроизводства. В западной и южной части Африки спаривание и роды происходят весной или в начале лета (с апреля по июль), у берегов Индии — в зимнее время. У побережья Омана остроносые акулы размножаются круглый год, пик приходится на весну. В австралийских водах размножение также происходит непрерывно. В бухте Shark Bay максимальное количество новорождённых появляется на свет в апреле, а затем в июле. Самки не сохраняют внутри себя сперму.
В помёте от 1 до 8 акулят, в среднем — 2—5. Количество новорождённых напрямую связано с размерами матери — чем крупнее акула, тем больше помёт. В водах Омана соотношение самок и самцов в помёте составляет 2:1, иногда рождаются только самки. Аналогичная ситуация наблюдается у берегов Сенегала и восточной Индии. Причины подобного дисбаланса неизвестны, также он отсутствует у родственных видов, таких как американская длиннорылая акула Rhizoprionodon terraenovae. Беременность длится около года и состоит из трёх этапов. На первом этапе, продолжительностью два месяца, когда эмбрионы достигают размера 63—65 мм, для них характерно лецитотрофное питание желтком, а газообмен происходит через поверхность наружного покрова и, вероятно, желточный мешок. На втором этапе, который также длится два месяца, когда эмбрионы достигают длины 81—104 мм и у них развиваются внешние жабры, они питаются гистотрофом (питательный секрет, вырабатываемый матерью), а желточный мешок начинает рассасываться. На третьем этапе, продолжительностью от шести до восьми месяцев, опустошённый желточный мешок образует своеобразную плаценту, через которую осуществляется матротрофное питание плода вплоть до рождения.
Размер новорождённых составляет 32,5—50 см, а вес 127—350 г. Беременные самки приплывают на тёплое мелководье, где много корма. Такие природные питомники есть у берегов Мавритании и Австралии. Повзрослевшие акулы покидают прибрежные заливы.
У берегов Западной Африки самцы и самки остроносой длиннорылой акулы достигают половой зрелости при длине 84—95 см и 89—100 см соответственно; у южной части Африки — 68—72 см и 70—80 см соответственно, у побережья Омана 63—71 см и 62—74 см соответственно. Молодые акулы вырастают за первый год жизни на 10 см, за второй — на 9 см, за третий — на 7 см, за четвёртый — на 6 см и за пятый — на 5 см. В дальнейшем они прибавляют в год по 3—4 см. Возраст полового созревания составляет 2—3 года, а максимальная продолжительность жизни не менее 8 лет.
На остроносых длиннорылых акулах паразитируют различные виды цестод, в том числе Callitetrarhynchus gracilis, Hornelliella palasoorahi, Nybelinia indica, Otobothrium minutum, Poecilancistrium caryophyllum и Tentacularia coryphaenae, нематоды Anisakis simplex и веслоногие рачки Eudactylina aspera, Kroyeria spatulata, Nesippus crypturus, Nesippus orientalis и Pandarus smithii.

## Взаимодействие с человеком

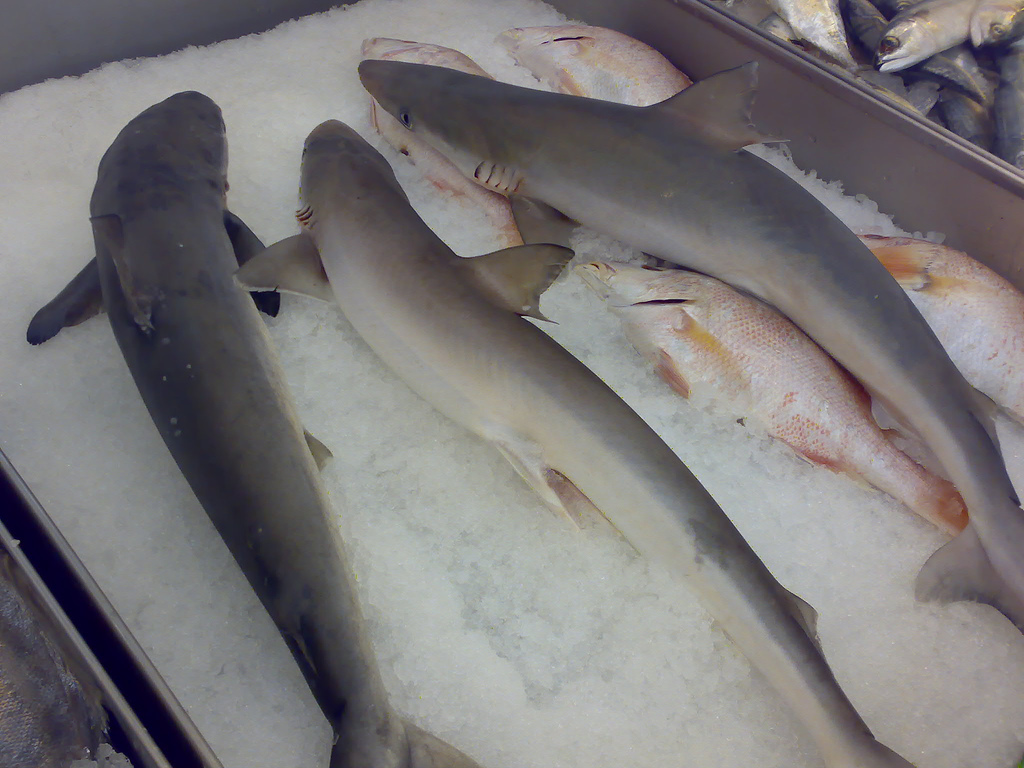
Остроносые длиннорылые акулы (Rhizoprionodon acutus) на рынке Куала-Лумпур, Малайзия.

Остроносые длиннорылые акулы не представляют опасности для человека из-за своего небольшого размера и мелких зубов. Этих акул ловят ярусами, жаберными сетями и тралами, их мясо употребляют в пищу в свежем или солёном виде, плавники используют для супа, а остаток туши идёт на производство рыбной муки. Многочисленность этих акул делает их важным объектом кустарного и промышленного рыболовства. У берегов северной Австралии эти акулы чаще всего попадают в тралы и составляют 2 % и 6 % годового улова жаберными сетями и ярусами, соответственно. Этот вид также является одним из наиболее коммерчески важных в Сенегале, Мавритании, Омане и Индии. В некоторой степени эти акулы представляют интерес для спортивного рыболовства.
Международный союз охраны природы присвоил этому виду охранный статус LC, т. е. «вызывающий наименьшие опасения». Несмотря на то, что остроносые длиннорылые акулы подвергаются интенсивной добыче, они широко распространены и встречаются довольно часто. Репродуктивные характеристики этого вида позволяют ему выдерживать высокий уровень эксплуатации, хотя и не так эффективно, как серой длиннорылой акуле (Rhizoprionodon oligolinx) или австралийской длиннорылой акуле (Rhizoprionodon taylori).